# تروي كريستنسن
تروي كريستنسن (بالإنجليزية: Troy Christensen)‏ (16 يوليو 1964، غراند رابيدز في الولايات المتحدة)؛ روائي أمريكي.